# Асім Ферхатович-Хасе (стадіон)
Олімпійський стадіон Асім Ферхатович-Хасе, ще відомий як стадіон «Кошево» — стадіон в Сараєво.

## Історія
Побудований 1947 року, після Другої світової війни в районі Кошевської долини. У будівництві стадіону брали участь молодіжні трудові бригади як з Сараєва, так і з разних куточків держави. Після появи стадіону боснійська столиця отримала майданчик, здатний проводити спортивні заходи найвищого рангу.
На стадіоні зіграли безліч матчів сараєвські футбольні клуби першої ліги Сараєво і Желєзнічар, також тут тренувались і грали збірна Югославії і збірна Боснії та Герцеговини. На стадіоні проводили матчі великі футбольні команди на кшталт таких: Манчестер Юнайтед, Реал Мадрид, Гамбург, Дербі Каунті, Болонья, Інтернаціонале, Сантос. Після побудови стадіон постійно модернізували і реконструювали. Зокрема найбільших змін він зазнав у період перед XIV Олімпійськими іграми в лютому 1984 року. У липні 2004 року на стадіоні знову почалися роботи з реконструкції та благоустрою, мета — отримання ліцензії від УЄФА для проведення ігор європейських клубів.
Сьогодні на стадіоні в основному грає ФК Сараєво, це найбільший стадіон в Боснії і Герцеговині. Він розрахований на 30.121 глядацьких місць. Рекордом відвідуваності стадіону спортивних змагань вважається сезон 1981—1982 років, коли гри в рамках футбольного чемпіонату Югославії між ФК «Сараєво» і «Желєзнічаром» відвідало не менш як 55 тис. глядачів. ЗМІ публікували дані про 64 тис. відвідувачів.

## Важливі події

### Міжнародні футбольні матчі
| Дата             | Домашня команда      | Результат | Гості                | Тип матчу                    |
| ---------------- | -------------------- | --------- | -------------------- | ---------------------------- |
| 17 жовтня 1954   | Югославія            | 5-1       | Туреччина            | товариський                  |
| 8 квітня 1970    | Югославія            | 1-1       | Австрія              | товариський                  |
| 22 вересня 1971  | Югославія            | 4-0       | Мексика              | товариський                  |
| 22 березня 1980  | Югославія            | 2-1       | Уругвай              | товариський                  |
| 1 червня 1983    | Югославія            | 1-0       | Румунія              | товариський                  |
| 3 квітня 1985    | Югославія            | 0-0       | Франція              | КЧС 1986                     |
| 11 жовтня 1989   | Югославія            | 1-0       | Норвегія             | КЧС 1990                     |
| 6 листопада 1996 | Боснія і Герцеговина | 2-1       | Італія               | товариський                  |
| 2 квітня 1997    | Боснія і Герцеговина | 0-1       | Греція               | КЧС 1998                     |
| 20 серпня 1997   | Боснія і Герцеговина | 3-0       | Данія                | КЧС 1998                     |
| 10 вересня 1997  | Боснія і Герцеговина | 1-0       | Словенія             | КЧС 1998                     |
| 12 серпня 1998   | Боснія і Герцеговина | 1-0       | Фарерські острови    | Euro 2000 — відбірковий матч |
| 5 вересня 1998   | Боснія і Герцеговина | 1-1       | Естонія              | Euro 2000 — відбірковий матч |
| 10 жовтня 1998   | Боснія і Герцеговина | 1-3       | Чехія                | Euro 2000 — відбірковий матч |
| 5 червня 1999    | Боснія і Герцеговина | 2-0       | Литва                | Euro 2000 — відбірковий матч |
| 4 вересня 1999   | Боснія і Герцеговина | 1-2       | Шотландія            | Euro 2000 — відбірковий матч |
| 16 серпня 2000   | Боснія і Герцеговина | 2-0       | Туреччина            | товариський                  |
| 2 вересня 2000   | Боснія і Герцеговина | 1-2       | Іспанія              | КЧС 2002                     |
| 24 березня 2001  | Боснія і Герцеговина | 1-1       | Австрія              | КЧС 2002                     |
| 15 серпня 2001   | Боснія і Герцеговина | 2-0       | Мальта               | товариський                  |
| 1 вересня 2001   | Боснія і Герцеговина | 0-0       | Ізраїль              | КЧС 2002                     |
| 21 серпня 2002   | Боснія і Герцеговина | 0-2       | Югославія            | товариський                  |
| 7 вересня 2002   | Боснія і Герцеговина | 0-3       | Румунія              | Euro 2004 — відбірковий матч |
| 11 жовтня 2002   | Боснія і Герцеговина | 1-1       | Німеччина            | товариський                  |
| 11 жовтня 2003   | Боснія і Герцеговина | 1-1       | Данія                | Euro 2004 — відбірковий матч |
| 9 жовтня 2004    | Боснія і Герцеговина | 0-0       | Сербія та Чорногорія | SP 2006 — відбірковий матч   |
| 30 березня 2005  | Боснія і Герцеговина | 0-0       | Литва                | SP 2006 — відбірковий матч   |
| 16 серпня 2006   | Боснія і Герцеговина | 1-2       | Франція              | товариський                  |
| 2 червня 2007    | Боснія і Герцеговина | 3-2       | Туреччина            | Euro 2008 — відбірковий матч |
| 6 червня 2007    | Боснія і Герцеговина | 1-0       | Мальта               | Euro 2008 — відбірковий матч |
| 22 серпня 2007   | Боснія і Герцеговина | 3-5       | Хорватія             | товариський                  |
| 12 вересня 2007  | Боснія і Герцеговина | 0-1       | Молдова              | Euro 2008 — відбірковий матч |
| 17 жовтня 2007   | Боснія і Герцеговина | 0-2       | Норвегія             | Euro 2008 — відбірковий матч |
| 12 серпня 2009   | Боснія і Герцеговина | 2-3       | Іран                 | товариський                  |
| 3 березня 2010   | Боснія і Герцеговина | 2-1       | Гана                 | товариський                  |
| 7 вересня 2010   | Боснія і Герцеговина | 0-2       | Франція              | Euro 2012 — відбірковий матч |
| 10 серпня 2011   | Боснія і Герцеговина | 0-0       | Греція               | товариський                  |
| 14 серпня 2013   | Боснія і Герцеговина | 3-4       | США                  | товариський                  |

### Товариські ігри

Перший великий післявоєнний концерт у Сараєві, плакат концерту U2 у Сараєві 1997 року

| Дата            | Домашня команда | Результат | Гості       | Prilika                |
| --------------- | --------------- | --------- | ----------- | ---------------------- |
| 7 березня 1965  | Сараєво         | 1-2       | СРСР        |                        |
| 19 вересня 1969 | Желєзнічар      | 1-1       | Santos      |                        |
| 16 червня 1971  | Желєзнічар      | 3-3       | Inter Milan | 50 річниця Желєзнічара |
| 17 серпня 1972  | Сараєво         | 2-2       | Real Madrid | 25 річниця ФК Сараєво  |

## Концерти
- Здравко Чоліч — 7 вересня 1978 року
- U2 — відомий концерт в Сараєві, 23 вересня 1997 року (Тур «PopMart»)
- Діно Мерлін — 31 липня 2000 року
- Діно Мерлін — 31 липня 2004 року (за участю Желько Йоксимовича, Ніни Бадріч)
- Bijelo Dugme — 15 червня 2005 року
- Харіс Джиновіч — 23 червня 2007 року
- Діно Мерлін — 19 липня 2008 року
- Хари Мата Хари — 10 серпня 2009 року (за участю Ніни Бадріч, Діно Мерліна, Халіда Бешліча, Дражен Жерича Жера)
- Желько Йоксимович — 12 чарвня 2010 року
- Здравко Чоліч — 31 липня 2010 року
- Халід Бешліч — 22 червня 2013 року
- Діно Мерлін — 25 липня 2015 року

## Інші події

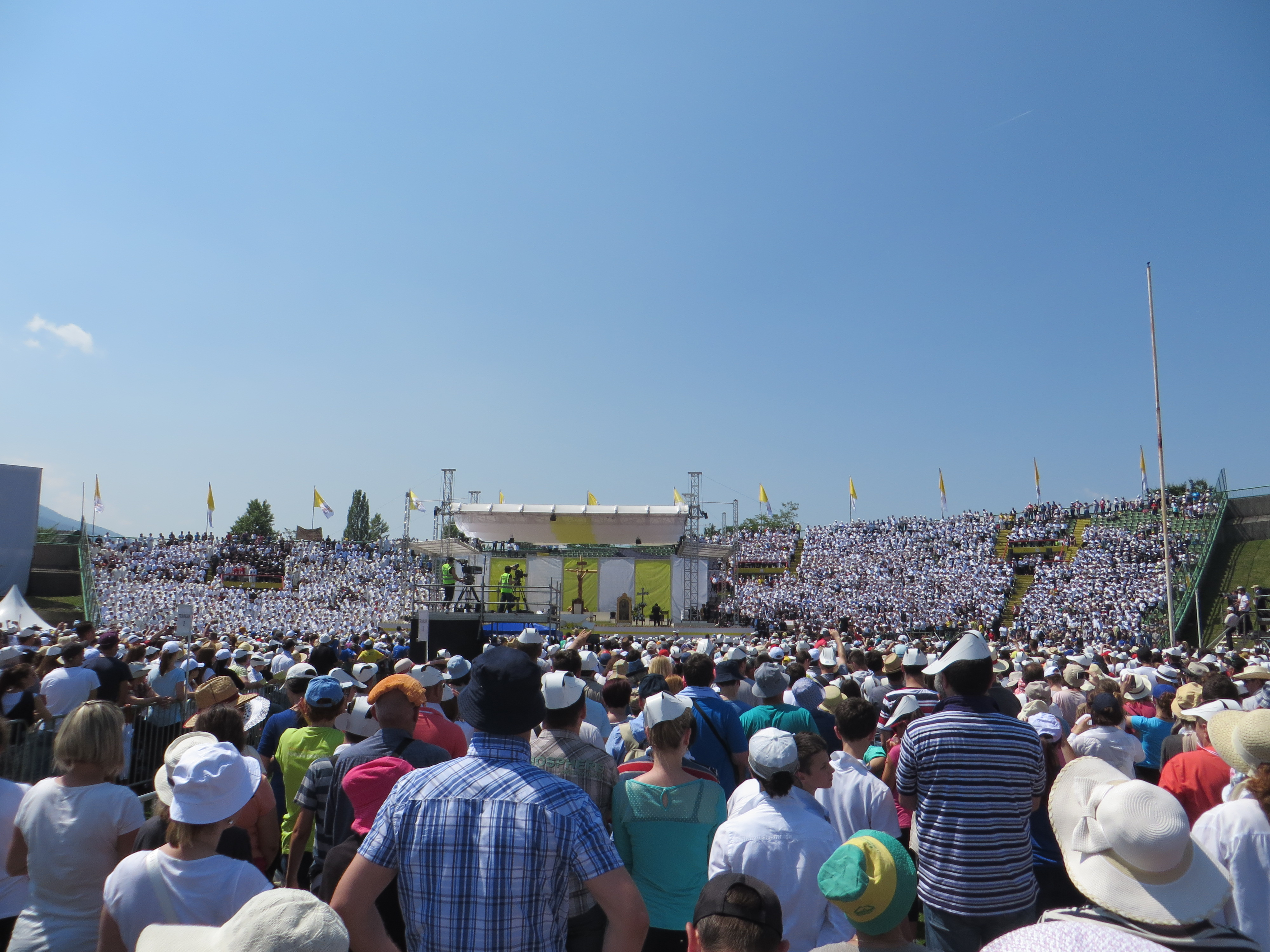
Папа Римський Франциск проводить месу

- Папа Римський Іоанн Павло II провів месу на стадіоні в присутності 50 тис. осіб (13 квітня 1997 року)
- Папа Римський Франциск провів месу на стадіоні перед 67 тис. присутніми (6 червня 2015 року)